# Iza, Hust
Iza (în ucraineană Іза) este localitatea de reședință a comunei Iza din raionul Hust, regiunea Transcarpatia, Ucraina.

## Demografie
Componența lingvistică a localității Iza
     Ucraineană (99,31%)
     Alte limbi (0,67%)
Conform recensământului din 2001, majoritatea populației localității Iza era vorbitoare de ucraineană (99,31%), existând în minoritate și vorbitori de alte limbi.